# Ettore Maggi
Ettore Maggi (Cagliari, 1967) è uno scrittore e traduttore italiano. Vive a Sestri Ponente (GE) e lavora come tecnico di laboratorio nell'ambito della ricerca scientifica.
Collabora con la rivista online Immoderati 

## Opere
- Il gioco dell'inferno (Besa, 2009)[4]
- L'ombra del destino (scritto con Daniele Cambiaso, Rusconi Libri, 2010)[4][5]

### Racconti
- Un racconto per Spade - per l'Agenda Fnac 2004
- A cercar la bella morte - in Fez, struzzi e manganelli (Sonzogno, 2005)
- Mai lasciare conti in sospeso - in Professional Gun (Segretissimo Arnoldo Mondadori Editore, 2007)
- Due - in Anime Nere Reloaded (Arnoldo Mondadori Editore, 2008)
- Una questione delicata (scritto con Daniele Cambiaso) - in Carabinieri in giallo (Il Giallo Mondadori, 2008)
- Dai diamanti non nasce niente - in Giro di killer (Il Giallo Mondadori, 2009)
- Il nome - in Crimini di piombo (Laurum, 2009)

### Traduzioni
- Whiskey Sour di J. A. Konrath (Alacran)
- Corpus delicti di Andreu Martín (Alacran)
- Cronache di Madrid in nero di Juan Madrid (Alacran)

### Interventi
- Tavole di resistenza a cura di Sergio Badino (Tunué, 2010)

## Premi
Nel 2003 ha vinto la sezione Giacomo De Benedetti del XXXVI Premio Teramo.